# Hozier
Andrew John Hozier-Byrne (* 17. března 1990, Bray, Irsko), profesionálně známý jako Hozier, je irský hudebník a zpěvák. V roce 2013 debutoval se svým EP Take Me to Church, které obsahovalo stejnojmenný singl, za nějž si vysloužil nominaci na Grammy Award a MTV Europe Music Award. O rok později vydal své druhé EP s názvem From Eden a zároveň debutové eponymní album Hozier, za nějž obdržel European Border Breakers Award v kategorii Album roku.

## Diskografie
- Hozier (2014)
- Wasteland, Baby! (2019)
- Unreal Unearth (2023)